# Raúl el Tímido

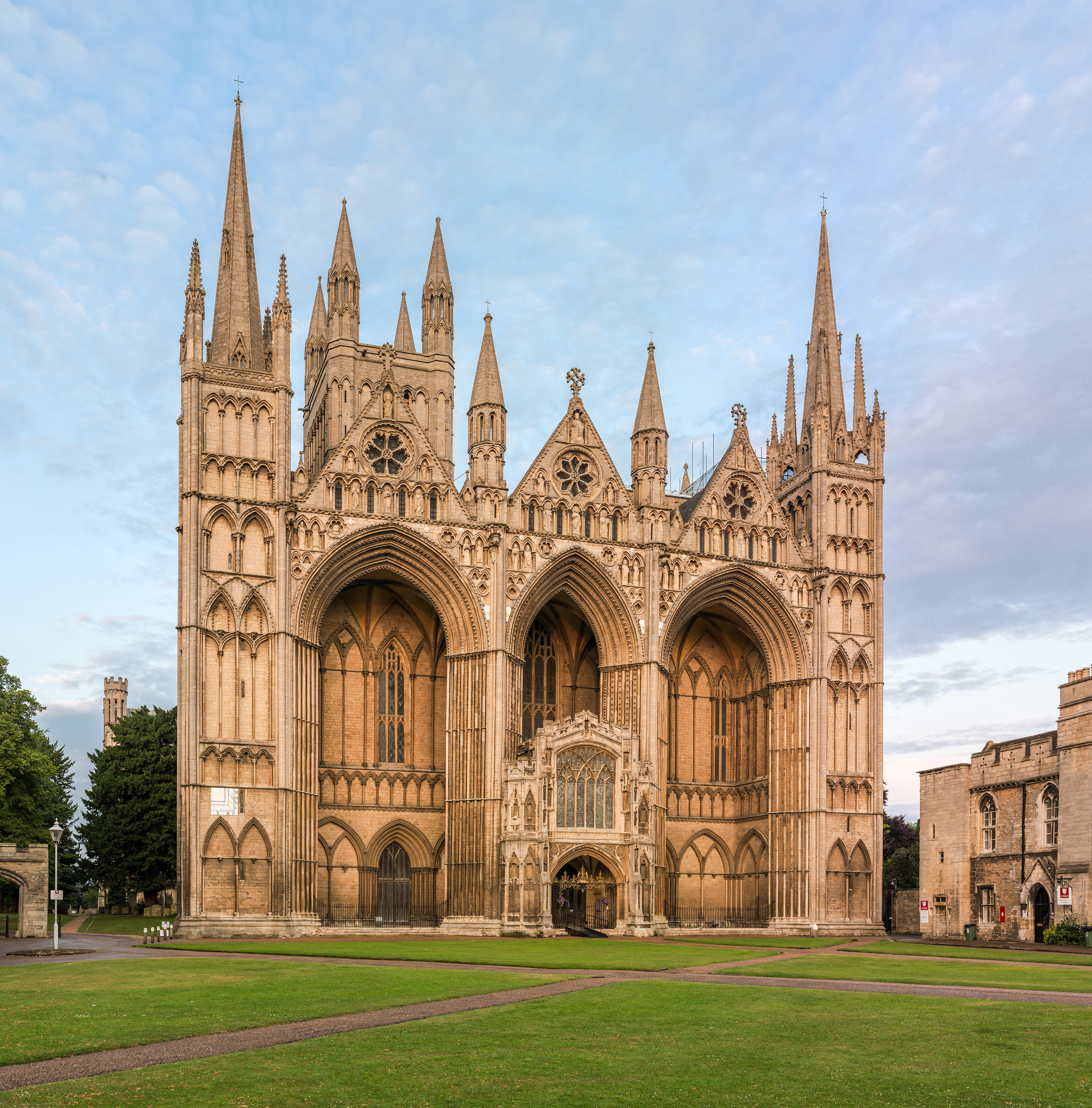
Exterior de la Catedral de Peterborough 2, Cambridgeshire, Reino Unido

Raúl el Tímido también Raúl de Mantes (m. 21 de diciembre de 1057),  (del inglés: Ralph the Timid) fue conde de Hereford desde 1051 o 1052 hasta su muerte en 1057. Era hijo de Drogo de Mantes y de Goda, una hija del rey Etelredo II de Inglaterra y de su reina Emma. Nació en Mantes. Era sobrino del rey Eduardo el Confesor, quien le hizo conde en Inglaterra. Se casó con una mujer inglesa llamada Gytha. 
Raúl llevó normandos a Hereford, y les confió las cargos de autoridad. Inmediatamente ellos empezaron a construir castillos, un tipo de fortaleza desconocido antes en Inglaterra. Cuando Godwin, el poderoso conde de Wessex, volvió de exilio en 1052, las tensiones entre ingleses y normandos casi se transformaron en una guerra abierta. Muchos normandos tuvieron que huir del país antes de que el rey Eduardo interviniese. Godwin y Raúl, su vasallo, hicieron las paces. Con la muerte de Godwin en 14 de septiembre de 1053, Raúl se convirtió en conde de los condados—anteriormente partes de Wessex—de Gloucestershire y Oxfordshire. 
En 1055 una alianza de Gruffydd ap Llywelyn, el rey de Gwynedd, y del exiliado conde Aelfgar de Mercia invadió Hereford. Raúl había armado a todos sus hombres, fuesen normandos o ingleses, como caballeros del tipo francés. El 24 de octubre de 1055 los galeses vencieron a las fuerzas de Raúl. Gruffydd avanzó, tomando el nuevo castillo de Hereford y arrasándolo. Deshonrado por su derrota, pero no por ninguna cobardía, Raúl fue apodado «el Tímido». Nunca se recuperó del choque y murió dos años después en 1057. Sus condados se integraron en Wessex.